# François Grin
François Grin (14 de septiembre de 1959) es un economista suizo. Uno de sus campos de investigación es la economía de las lenguas.
Grin estudió ciencias económicas en la Universidad de Ginebra y consiguió un doctorado summa cum laude en 1989. Más tarde ejerce de profesor en las universidades de Montreal y de Washington (en Seattle), profesor asociado en la Universidad de Ginebra y subdirector del Centro Europeo para las Cuestiones de las Minorías en Flensburgo (Alemania). Desde el 2001 fue profesor visitante de la Universidad de la Suiza Italiana; en 2003 se convirtió en profesor de la universidad de Ginebra.
Dentro de sus actividades de investigación se ocupa de la situación lingüística en Suiza, en la Unión Europea y de sus consecuencias económicas. Al respecto, es el autor de un informe llamado La enseñanza de las lenguas como política pública más conocido con el título Reporte Grin. Grin indica en este documento que elegir el esperanto en la UE supondría un ahorro anual de como mínimo 25 mil millones de euros (más de 54€ por habitante). Por otra parte, ha propuesto un impuesto lingüístico para compensar las desventajas de aquellos países con lenguas desfavorecidas.
Además, Grin ha estudiado la situación del calmuco, idioma minoritario en Rusia.